# Palmdale
Palmdale ist eine Stadt im nördlichen Teil von Los Angeles County im Bundesstaat Kalifornien, Vereinigte Staaten. Das U.S. Census Bureau hat bei der Volkszählung 2020 eine Einwohnerzahl von 169.450 ermittelt. Das Stadtgebiet hat eine Größe von 272,2 km². Die Stadt liegt in dem halbwüstenhaften Antelope Valley und ist durch den Gebirgszug der San Gabriel Mountains von der Metropole Los Angeles getrennt.
Palmdale wurde 1886 von deutschen und schweizerischen Siedlern unter dem Namen Palmenthal gegründet. Im Jahre 1962 bekam Palmdale Stadtrechte. Die Stadt hat sehr gute Verkehrsanbindungen durch den Antelope Valley Freeway nach Los Angeles und Reno, Nevada und durch die State Highways 18 und 138 sowie diverse Express- und Freeways. In Palmdale sollen in Zukunft außerdem Züge des geplanten kalifornischen Hochgeschwindigkeitsnetzes halten.
Zur Verbesserung der medizinischen Versorgung der wachsenden Stadt wurde 2010 das Palmdale Regional Medical Center, ein Krankenhaus der Regionalversorgung, eröffnet.
Palmdale bezeichnet sich selbst als aerospace capital of the United States. Dies wird damit begründet, dass hier die Forschung, Entwicklung, Endmontage, Erprobung und Modifikation vieler bekannter Projekte der Luft- und Raumfahrt erfolgten. Ein großer Teil dieser Aktivitäten erfolgt auf der U.S. Air Force Plant 42. Hier wurde am 22. November 1988 erstmals der Tarnkappenbomber Northrop B-2 vorgestellt. Seit Ende der 1980er Jahre ist auf der Site 10 der Anlage die Lockheed Advanced Development Projects Unit (auch bekannt als Skunk Works) beheimatet.
Palmdale gehört zu den 25 am schnellsten wachsenden Städten in den USA, 1980 hatte die Stadt gerade einmal 12.000 Einwohner. Palmdale ist die größte Wüstenstadt Kaliforniens.

## Geschichte
Palmenthal wurde 1886 von Siedlern aus dem amerikanischen Mittleren Westen deutscher und schweizerischer Abstammung gegründet. Sie hielten die lokal verbreitete Pflanze Josua-Palmlilie für Palmen, und so wurde die Ansiedlung entsprechend benannt. Laut David L. Durham werden Josua-Palmlilien als Yucca-Palmen bezeichnet, und das sei der Grund für die Benennung. Die Stadt wurde offiziell am 17. Juni 1888 begründet.
Die erste Zeitung von Palmdale, die Palmdale Post wurde im Jahr 1915 herausgegeben. 1921 entstand die erste bedeutende Verbindung zwischen der Stadt und Los Angeles, die Mint Canyon/Lancaster Road, die später als US Route 6 bezeichnet wurde. Heute ist diese Straße als Sierra Highway bekannt. Im Jahr 1924 wurde das Harold Reservoir, der heutige Palmdale Lake angelegt. Bis zum Ausbruch des Zweiten Weltkrieges war Landwirtschaft der größte Wirtschaftszweig in Palmdale. Bereits 1933 hatte die US-Regierung 10 km nördlich von Lancaster die Muroc Air Base (heute bekannt als Edwards Air Force Base) gegründet. 1957 wurde die erste Highschool von Palmdale, Palmdale High School gegründet. 1964 wurde der Antelope Valley Freeway als eine Verbindung zwischen Palmdale und Los Angeles fertiggestellt. 1977 wurde das erste städtische Gebäude, die Palmdale-Stadtbibliothek aufgebaut. Im Jahr 1980 hatte die Stadt 12.227 Einwohner.

## Medizinische Einrichtungen
Eine universitätsmedizinische Einrichtung, das Palmdale Regional Medical Center, wurde 2010 fertiggestellt.

## Größte Arbeitgeber
- Lockheed Martin 3700
- Northrop Grumman 2100
- Antelope Valley Mall 1800
- Palmdale School District 1792
- Walmart 1242
- Antelope Valley Union High School District 1116
- Boeing 850
- Westside Union School District 587
- Los Angeles County 500
- Keppel Union School District 364
- Stadt von Palmdale 280
- U.S. Pole 267
- Lowe’s 252
- Anderson Barrows 221
- Antelope Valley Press 220
- Kaiser Permanente 200
- Sam’s Club 194
- Delta Scientific 175
- Symvionics 160
- Home Depot 129
- Best Buy 150
- Wells Fargo 75

## Persönlichkeiten

### Söhne und Töchter der Stadt
- Zoot Horn Rollo (* 1949), Gitarrist
- Ron Hornaday junior (* 1958), Automobilrennfahrer
- Niecy Nash (* 1970), Schauspielerin
- Afroman (* 1974), Rapper
- Lashinda Demus (* 1983), Hürdenläuferin
- DeShawn Shead (* 1989), American-Football-Spieler
- Paul George (* 1990), Basketballspieler bei den Los Angeles Clippers

### Persönlichkeiten mit Bezug zur Stadt
- Paul Picerni (1922–2011), Schauspieler
- Buddy Montgomery (1930–2009), Vibraphonist, Komponist und Pianist des Modern Jazz
- Ralph Richeson (1952–2015), Maler und Schauspieler
- Steve Knight (* 1966), Politiker

## Firmenhauptsitze
Die folgenden Unternehmen haben ihre Zentralen in der Stadt:
- Delta Scientific
- Murphy Switch Company
- Red Brick Pizza
- Senior Systems Technology
- Symvionics
- U.S. Pole & Lighting

## Partnerstädte
- Poncitlán, Jalisco, Mexiko (1998)